# Deklaracija čovečanstva
Deklaracija čovečanstva (jap. 人間宣言, Ningen-sengen) je dokument potpisan od strane japanskog cara Hirohita 1. januara 1946. kao uslov japanske predaje u Drugom svetskom ratu. Deklaracijom car gubi svoj božanski status (pošto se verovalo da je car potomak boginje Sunca Amaterasu, te je bog na zemlji) i gubi apsolutnu moć, te vodi svoju zemlju ka demokratiji. Ipak, to što je izgubio svoj božanski status za Japance ne znači da nije potomak boginje Sunca.
Ovo je najvažniji deo dokumenta:
朕ト爾等國民トノ間ノ紐帯ハ、終始相互ノ信頼ト敬愛トニ依リテ結バレ、單ナル神話ト傳説トニ依リテ生ゼルモノニ非ズ。天皇ヲ以テ現御神トシ、且日本國民ヲ以テ他ノ民族ニ優越セル民族ニシテ、延テ世界ヲ支配スベキ運命ヲ有ストノ架空ナル觀念ニ基クモノニモ非ズ.
„Veze između nas i naših ljudi uvek su stajale na uzajamnom poverenju i ljubavi. Oni ne zavise od puke legende i mitova. Oni se ne zasnivaju na pogrešnoj koncepciji da je car božanski, a da su Japanci superiorniji od drugih rasa i da je suđeno da vladaju svetom.”